# Broadcasting Corporation of China
Broadcasting Corporation of China is een radio-omroep van Republiek China. Het werd in 1928 door de Guomindang in de toenmalige Chinese hoofdstad Nanjing opgericht als Central Broadcasting System.
Central Broadcasting System wordt gezien als de eerste legale Chinese radio-omroep. Maar de eerste Chinese radio-omroep was de Radio Corporation of China (onderdeel van Radio Corporation of America).
In 1947 werd de bedrijfsnaam veranderd in Broadcasting Corporation of China. Twee jaar later vluchtte de omroep, als zo vele Chinees-Republikeinse staatsbedrijven en -instellingen naar het eiland Taiwan nadat de Guomindang de Chinese Burgeroorlog verloor.
In 2005 veranderde het overheidsbeleid. Mogelijke politieke en militaristische invloeden op de media werden beëindigd. De radio-omroep werd geprivatiseerd en verkocht aan China Times Group. Een jaar later werd het doorverkocht aan UFO Radio van Jaw Shaw-kong, een politicus.
De omroep richt zich niet alleen op luisteraars in de Republiek China, maar ook op overzeese Chinezen in Auckland en Chinatowns in Noord-Amerika. Ook kunnen bewoners aan de kustgebieden van het Chinese Vasteland de zenders illegaal beluisteren. De zenders van de omroep zijn ook via internet live te beluisteren.

## Zenders
- NewsRadio
- FM96
- FM103
- AM531
- Formosa Network
- Tainan
- Xiangqin (鄉親網; omroep voor de agrarische sector)